# 1339

## Esdeveniments
Països Catalans
- 10 de juliol: són traslladades les restes de Santa Eulàlia de Barcelona a la Catedral de Barcelona.[1]
- 6 de setembre, mar d'Alborán, davant Ceuta: en la batalla naval de Ceuta un estol català manat per Gilabert de Cruïlles hi derrota una força naval marroquina.[2]
- Inici de la construcció de la Séquia de Manresa, autoritzada pel rei Pere III.

## Naixements
- Aldona de Lituània, reina consort de Polònia.